# Pilocarpus manuensis
Pilocarpus manuensis är en vinruteväxtart som beskrevs av L.A. Skorupa. Pilocarpus manuensis ingår i släktet Pilocarpus och familjen vinruteväxter. Inga underarter finns listade i Catalogue of Life.